# نیشی‌واگا، ایواته
نیشی‌واگا، ایواته (به لاتین: Nishiwaga, Iwate) یک منطقهٔ مسکونی در ژاپن است که در استان ایواته واقع شده‌است. نیشی‌واگا ۵۹۰٫۷۸ کیلومترمربع مساحت و ۶٬۰۶۷ نفر جمعیت دارد.